# Манченко, Васил
Васил Павлов Манченко (болг. Васил Павлов Манченко; 5 апреля 1931, Гренобль — 17 мая 2010, София) — болгарский баскетболист и спортивный журналист. Участник летних Олимпийских игр 1952 и 1956 годов.

## Биография
Васил Манченко родился 5 апреля 1931 года во французском городе Гренобль в семье украинского эмигранта.

### Спортивная карьера
Начал заниматься баскетболом в старшей школе.
Выступал за софийский ЦСКА, в составе которого дважды становился чемпионом Болгарии (1949, 1951) и обладателем Кубка страны. Впоследствии играл в софийском «Спартаке».
В 1952 году вошёл в состав сборной Болгарии по баскетболу на летних Олимпийских играх в Хельсинки, занявшей 7-е место. Провёл 7 матчей, набрал 13 очков (6 в матче со сборной СССР, 4 — с Францией, 3 — с Уругваем).
В 1956 году вошёл в состав сборной Болгарии по баскетболу на летних Олимпийских играх в Мельбурне, занявшей 5-е место. Провёл 8 матчей, набрал (по имеющимся данным) 1 очко в матче со сборной США.
Дважды участвовал в чемпионатах Европы — в 1953 году в Москве, где болгары заняли 9-е место, и в 1955 году в Будапеште, где они финишировали на 4-й позиции.

### Журналистская карьера
Окончил Софийский университет по специальности журналиста. По окончании игровой карьеры работал спортивным журналистом в журнале «Физическая культура и спорт», газетах «Национальный спорт» и «Национальная молодёжь».
В 1970 году стал работать на Болгарском национальном телевидении, был главным редактором спортивных новостей в вечерней информационной программе, комментировал соревнования по баскетболу, волейболу, боксу. Возглавлял коллектив Болгарского национального телевидения на пяти Олимпийских играх, начиная с 1972 года, а также работал на других крупных международных турнирах.
В 1991 году покинул телевидение и вернулся в печать. В 1990-х годах редактировал болгарские баскетбольные журналы «Баскет Мания» и «Рэп Баскет». Провёл в Болгарии много турниров по уличному баскетболу.
Умер 17 мая 2010 года в Софии.

## Память
В 2013 году в Софии провели турнир по уличному баскетболу, посвящённый Василу Манченко.